# Strumica (miasto)
Strumica (bułg. Струмица, gr. Στρώμνιτσα – Strómnitsa, tur. Usturumca) – miasto w południowo-wschodniej Macedonii Północnej, nad Strumicą. Ośrodek administracyjny gminy Strumica. Liczba ludności – 35 311 osób (91% Macedończyków, 7% Turków) [2002].

## Historia
Miasto istniało już w X wieku p.n.e. jako Astraion. W IV w. n.e. zostało przemianowane na Tiveriopolis. Obecna nazwa miasta i rzeki, nad którą leży, pojawiła się po zasiedleniu Bałkanów przez Słowian. Za czasów pierwszego państwa bułgarskiego Strumica była ośrodkiem komitatu. Po bitwie pod Bełasicą w 1014 została opanowana przez Bizancjum. Od 1395 należała do imperium osmańskiego. Pod panowaniem osmańskim Strumica stała się miastem tureckim i muzułmańskim.
W 1897 r. beretem sułtana utworzono w mieście bułgarską prawosławną metropolię strumicką, podporządkowaną Egzarchatowi Bułgarskiemu, z metropolitą Gerazymem jako pierwszym zwierzchnikiem. Na początku XX wieku w mieście mieszkało 10,2 tys. ludzi (60% Bułgarów, 30% Turków, 7% Żydów). Podczas I wojny bałkańskiej miasto zostało zdobyte przez wojska bułgarskie, a następnie wcielone do Bułgarii. Podczas II wojny bałkańskiej krótko okupowały Strumicę wojska greckie. Do 1919 Strumica należała do Bułgarii, następnie została przekazana Jugosławii.
Podczas wojny w Kosowie w Strumicy stacjonowały niemieckie oddziały KFOR, zaopatrujące kontyngent w dostawy z Salonik.

## Gospodarka
Strumica jest ośrodkiem rolnictwa. W mieście rozwinął się przemysł spożywczy, lekki, drzewny oraz ceramiczny. Dzięki temu stała się jednym z najzamożniejszych miast Macedonii Północnej. W mieście działa wydział rolnictwa Uniwersytetu Świętych Cyryla i Metodego w Skopju.
Strumica jest znana z bujnego życia nocnego. Corocznie odbywa się tu festiwal filmowy AsterFest. W mieście działają trzy prywatne stacje telewizyjne: „TV kanal VIS”, „INTEL Televizija” i „TV Strumica” oraz telewizja kablowa „KABEL-NET”.

## Zabytki
- Twierdza Strumica,  ruiny średniowiecznej twierdzy położonej na wzgórzu na południowy zachód od miasta. Zwana również "Wieżami Cara".

## Życie religijne
W mieście istnieje kilka cerkwi i kościołów (w tym 2 katedry – prawosławna i greckokatolicka) oraz meczet. Działalność religijną prowadzi zbór ewangelicko-metodystyczny, oraz zbór Świadków Jehowy.